# Thérèse Humbert

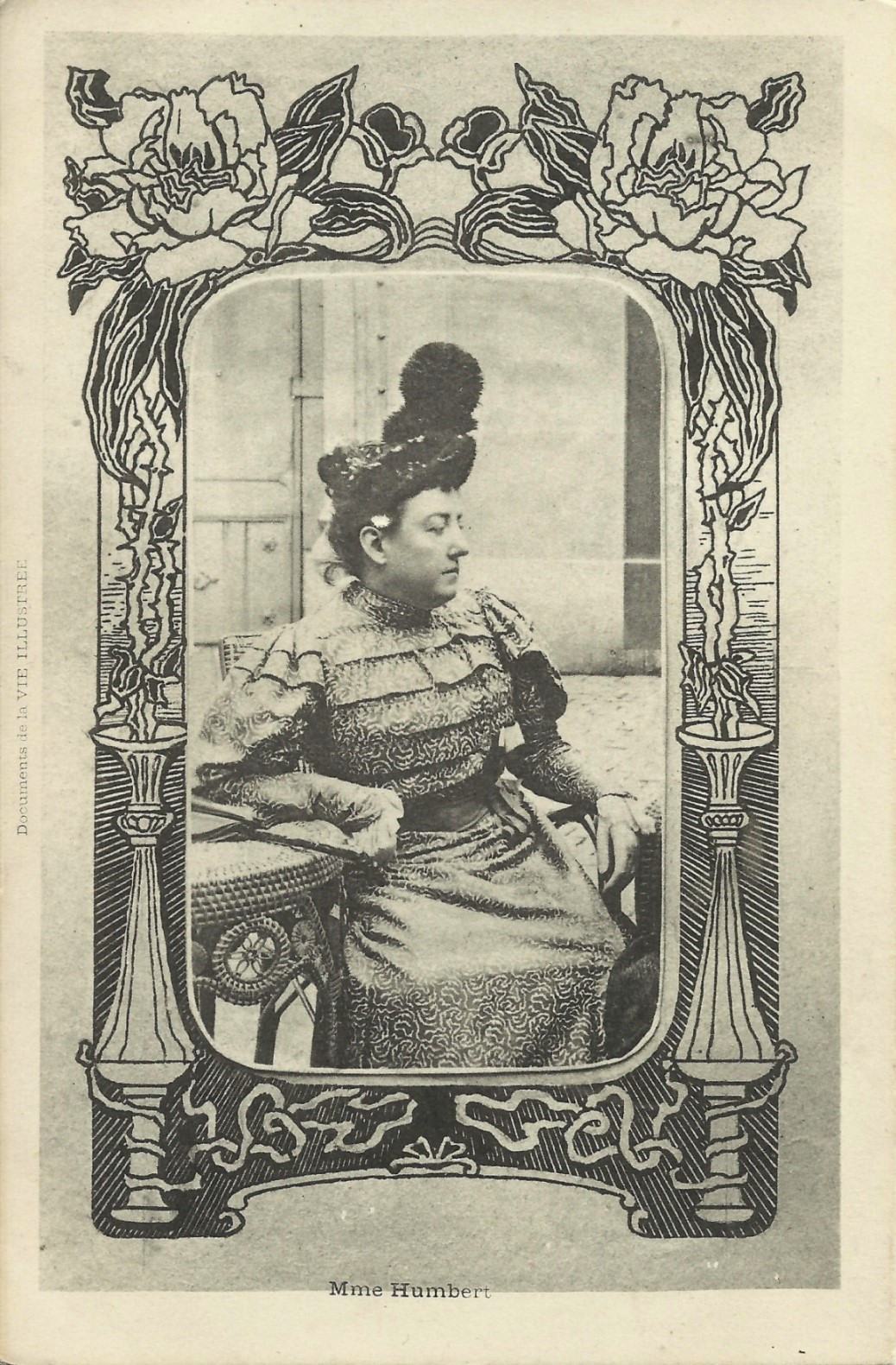
Thérèse Humbert

Thérèse Humbert, geboren als Marie-Thérèse Daurignac oder d’Aurignac, (* 10. September 1855 in Aussonne; † nach 1939) war eine französische Betrügerin. Ihr Name ist mit der Humbert-Affäre oder dem Fall des „Crawford-Erbes“ verbunden, der die Politik- und Finanzwelt Ende des 19. und Anfang des 20. Jahrhunderts erschütterte.

## Anfänge
Marie-Thérèse Daurignac wurde als drittes von sieben Kindern einer Bauernfamilie in Aussonne geboren. Ihr Vater, Guillaume, war ein Findelkind und wurde erst spät von seiner Mutter, Jeanne Daurignac, anerkannt. Er heiratete eine 25 Jahre jüngere Frau, Rose-Lucie Capella, die spätere Mutter von Marie-Thérèse.
Eine bescheidene Erbschaft des Vaters ermöglichte es ihnen, einen alten Hof in Aussonne zu kaufen. Um das fehlende Geld aufzutreiben und leichter einen Kredit zu bekommen, erfand Guillaume Daurignac die Geschichte einer angeblichen ausstehenden Erbschaft. Rose-Lucie kaufte ein Wäschegeschäft, indem sie eine Hypothek auf den Bauernhof aufnahm. Das Geschäft schien zu florieren, aber sie starb 1871, was die Familie in eine noch schwierigere Lage brachte. Dies veranlasste Marie-Thérèse, die Geschicke der Familie selbst in die Hand zu nehmen.

## Heirat
Marie-Thérèse zeigte schon als Jugendliche eine Vorliebe für Täuschungsmanöver. Sie überredete ihre Freundinnen, ihren Schmuck zusammenzulegen, um ihre Verehrer abwechselnd glauben zu lassen, sie seien reich. Es gelang ihr, 1878 in Beauzelle Frédéric Humbert zu heiraten, einen späteren Abgeordneten, dessen Vater, Gustave Humbert, 1882 Justizminister in der zweiten Regierung von Charles de Freycinet wurde. Die Heirat gelang ihr, indem sie ihrem zukünftigen Schwiegereltern vorgaukelte, sie sei die Alleinerbin einer alten, unverheirateten Cousine, die im Sterben liege und das Schloss Marcotte im Département Gers besitze. Die Lüge flog schließlich auf, aber ihr Ehemann, der eines der ersten Opfer ihrer Lügen war, bewunderte ihre Souveränität und ihren Charme.

## Crawford-Erbschaft

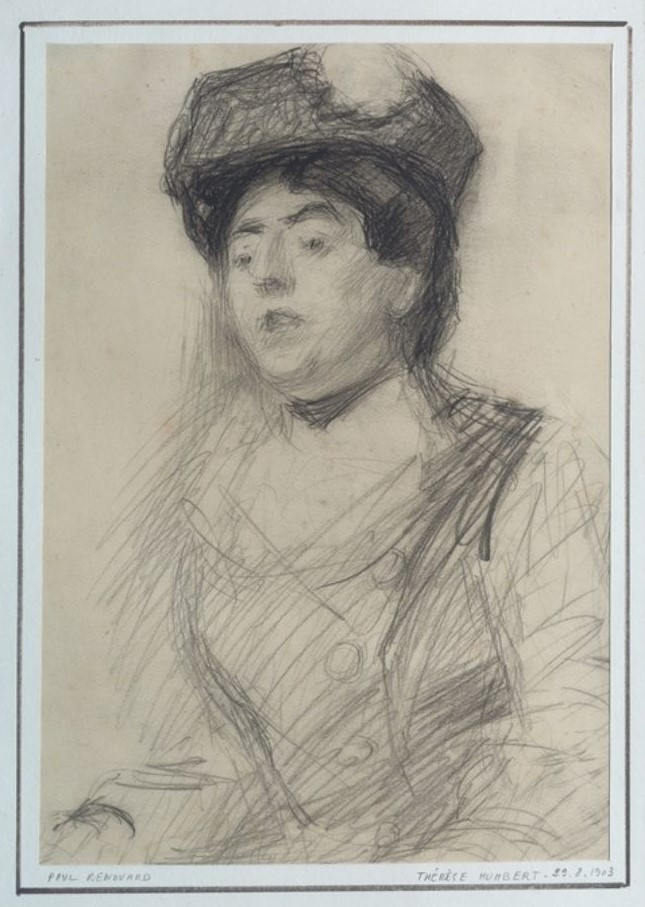
Thérèse Humbert, gezeichnet von Paul Renouard

1879 behauptete sie, einen Teil des Erbes des amerikanischen Millionärs Robert Henry Crawford erhalten zu haben, weil sie ihm nach einem Herzinfarkt in einem Zug zu Hilfe gekommen sei. Um ihrer Behauptung Nachdruck zu verleihen, inszenierte sie einen echten Prozess mit falschen Prozessgegnern, Crawfords „Neffen“, die ihr das „Erbe streitig“ machten. Anschließend unterzeichnete sie mit den „Neffen“, die in Wirklichkeit ihre Brüder waren, eine Vereinbarung über die Aufteilung des Erbes, die diese jedoch nicht einhielten. Sie begann einen Prozess gegen die „Neffen“, den sie gewann, und nutzte die aufeinanderfolgenden Urteile bis hin zum Kassationshof, um die Existenz des „Erbes“ zu beweisen.
Der Anwalt Frédéric Humbert verteidigte das Geschäft sehr geschickt. Von nun an erhielten die Humberts riesige Kredite, wobei sie das angebliche Erbe als Sicherheit verwendeten. Sie zogen nach Paris in die Avenue de la Grande-Armée und kauften das Château des Vives-Eaux in Vosves (Gemeinde Dammarie-les-Lys). Als die Kreditgeber auf die Rückzahlung drängten, liehen sie sich Geld von neuen Personen. Diese Form des Schneeballsystems wurde später als Ponzi-System beschrieben.
Der Betrug dauerte etwa 20 Jahre, bis ein Richter auf Drängen eines Gläubigers den Safe öffnen ließ, in dem sich die Dokumente zum Nachweis der Erbschaft befanden. Der Tresor enthielt nur einen Ziegelstein und eine Penny-Münze. Der Skandal erschütterte die französische Finanzwelt und Tausende kleinerer Gläubiger und Anleger waren ruiniert. Auch die Familie des Malers Henri Matisse (Matisse war mit der Tochter des humbertschen Verwalters Parayre verheiratet) wurde als Beschuldigte in den Skandal verwickelt.
Die Humberts waren bereits außer Landes geflohen, wurden aber im Dezember 1902 in Madrid verhaftet. Thérèse Humbert, die u. a. von Fernand Labori verteidigt wurde, kam vor Gericht und wurde ebenso wie ihr Mann Frédéric zu fünf Jahren Zwangsarbeit verurteilt. Ihre beiden Brüder, die sich als Neffen der Crawfords ausgegeben hatten, wurden zu zwei bzw. drei Jahren Gefängnis verurteilt. Angesichts der Summen, um die es ging, galten diese Strafen als milde. Nach ihrer Entlassung aus dem Gefängnis gab es Gerüchte, dass sie in die USA auswandern würde.

## Mutmaßungen über die späten Jahre
In der Wochenzeitschrift Détective vom 1. Mai 1930 wurde in einem Artikel die Geschichte des Betrugs beschrieben. Der Titel des Artikels lautete „Zwanzig Jahre Illusionismus“. Unterzeichnet ist der Artikel von Jean France, der angab, im Auftrag der Sûreté générale den Fall Thérèse Humbert untersucht zu haben und nach Madrid gereist zu sein, um die Humberts abzuholen und zum Prozess nach Paris zu bringen. In dem Artikel heißt es: „Thérèse Humbert lebt immer noch, klein, in Paris. Sie hat ihre wunderbare Vitalität verloren. Was hat ihr die goldene Vergangenheit genommen? Sie ist eine sehr bescheidene alte Frau, die nie spricht.“ Diesem Artikel sind zwei Fotos beigefügt. Das erste zeigt die Eingangstür eines Hauses in Paris und darunter steht: Hier, am Boulevard des Batignolles, wohnt heute die Frau, die 'die große Thérèse' war. Unter dem zweiten Foto steht: „Hinter diesen Fenstern mit den weißen Vorhängen denkt Thérèse Humbert an ihre Vergangenheit...“.
Laut der Volkszählung von 1936 lebte Thérèse Humbert immer noch in Paris, im 17. Arrondissement, am Boulevard des Batignolles 4 mit ihrem Ehemann Eugène Humbert dit d’Arlot [oder d’Arcot], geboren 1857, der als „Kunstmaler“ vorgestellt wurde, und ihrer Tochter Marie Herbecq Humbert, geboren 1884. Eugène Frédéric Humbert starb im darauffolgenden Jahr und wurde auf dem Standesamt als „Ehemann“ und nicht als „Witwer“ von Thérèse d’Aurignac aufgeführt. 
Im Mai 1939 geriet sie erneut in die Schlagzeilen, weil sie diesmal wirklich erbte, allerdings von ihrem Bruder, der als Witwer ohne Kinder gestorben war. Die Journalisten berichteten, dass sie nicht mehr in Paris, sondern in der Rue des Chasses 19 in Clichy lebte.

## Darstellung Spurling
Von den oben genannten Darstellungen weicht Hilary Spurling teilweise ab: Spurling berichtet von einer Verwandtschaft der Humberts mit den Daurignacs, von einer Heirat einer Tante Thérèses mit Vater Humbert und der Heirat eines Bruders Thérèses mit der Schwester Frédérics. Spurling gibt auch an, dass der Aufstieg des Humbert-Imperiums nicht ganz friedlich verlaufen sei; Thérèses Brüder hätten auch Morde begangen und Gläubiger in den Selbstmord getrieben. Den Inhalt des Tresors beschreibt Spurling mit „eine alte Zeitung, eine italienische Münze und ein Hosenknopf“. Laut Spurling gibt es nach 1908 keine Hinweise mehr auf die Humberts.

## Nachleben in der Kultur

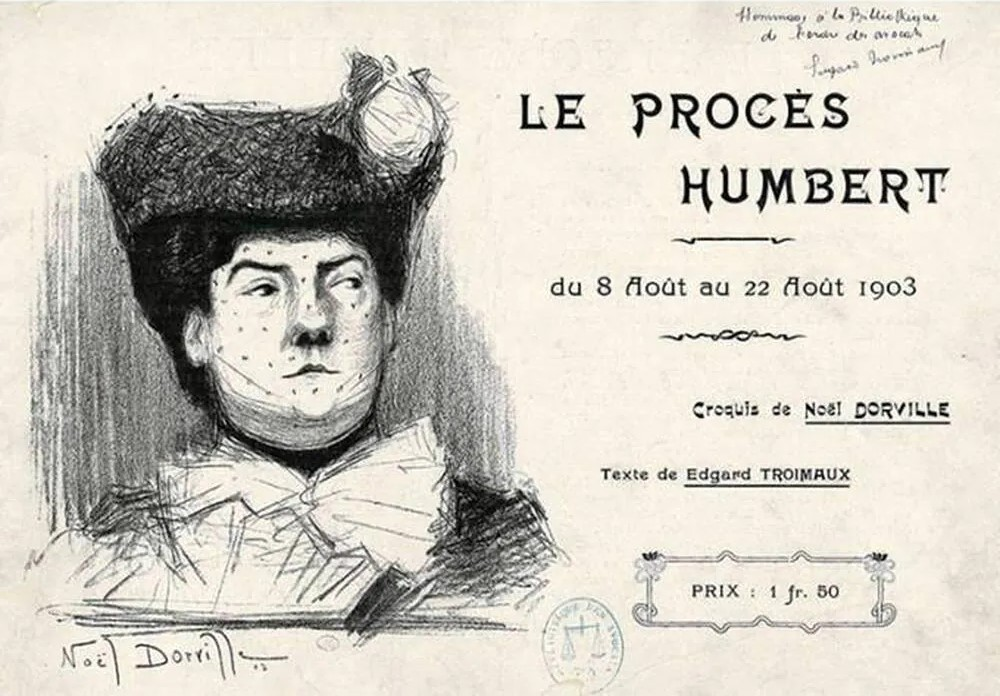
L’Assiette au beurre

Thérèse Humbert erlangte durch die zahlreichen Presseartikel über den Fall große Berühmtheit und wurde lange Zeit als „die große Thérèse“ bezeichnet. Dieser Begriff und die Formulierung der „größte Betrug des Jahrhunderts“ wurden von der Presse nach der Erklärung des Politikers Pierre Waldeck-Rousseau, Präsident des Ministerrates, bei Bekanntwerden der Affäre und des damit verbundenen Skandals ausführlich aufgegriffen.
Unter anderem beschäftigten Karikaturen und Artikel die französische und internationale Presse zur Zeit des Prozesses: Am 8. August 1903 widmete die satirische Zeitung L’Assiette au beurre eine ganze Nummer dem Prozess der Humberts.
In der im Rahmen des Arsène-Lupin-Erzählbandes Arsène Lupin, gentleman-cambrioleur veröffentlichten Kurzgeschichte Le Coffre-fort de madame Imbert von Maurice Leblanc gelingt es der Titelheldin, für die unverkennbar Thérèse Humbert Pate stand, Lupin auszutricksen: „Es war das einzige Mal, dass ich in meinem Leben reingelegt wurde. Aber verdammt, ich bin dieses Mal wirklich überfahren worden, und zwar sauber“.
Noëlle Loriot veröffentlichte 1984 unter dem Pseudonym Laurence Oriol den Roman „Thérèse Humbert“. Dieser Roman wurde mit Simone Signoret in der Hauptrolle unter der Regie von Marcel Bluwal für das Fernsehen verfilmt.
Dieter Kühn widmete Humbert in seiner Geschichte der Marthe Hanau ein Kapitel.